# North American X-10
North American X-10 (model RTV-A-5) là một mẫu trình diễn công nghệ không người lái, được North American Aviation phát triển để nghiên cứu các công nghệ tên lửa tiên tiến trong thập niên 1950.

## Tính năng kỹ chiến thuật (X-10)
Đặc tính tổng quát
- Kíp lái: 0
- Chiều dài: 77 ft (23 m)
- Sải cánh: 28 ft 2 in (8,59 m)
- Chiều cao: 14 ft 5 in (4,39 m)
- Diện tích cánh: 425 foot vuông (39,5 m2)
- Kết cấu dạng cánh: NACA 66-006 (mod)
- Trọng lượng rỗng: 25.800 lb (11.703 kg)
- Trọng lượng có tải: 35.000 lb (15.876 kg)
- Trọng lượng cất cánh tối đa: 42.300 lb (19.187 kg)
- Động cơ: 2 × Westinghouse XJ40-WE-1 kiểu turbojet, 10.900 lbf (48 kN) thrust mỗi chiếc

Hiệu suất bay
- Vận tốc cực đại: 1.300 mph (2.092 km/h; 1.130 kn)
- Trần bay: 45.000 ft (13.716 m)
- Vận tốc lên cao: 5.224 ft/min (26,54 m/s)